# Класове співробітництво
Класове співробітництво — принцип соціальної організації, заснований на вірі в те, що поділ суспільства на ієрархію соціальних класів є позитивним і суттєвим аспектом цивілізації.

## Фашистські погляди
Класове співробітництво є однією з основних основ соціальної архітектури в фашизмі. За словами Беніто Муссоліні, фашизм "стверджує безповоротну, плідну і доброчесну нерівність людей". З урахуванням цієї передумови фашисти дійшли висновку, що збереження соціальної ієрархії відповідає інтересам усіх класів, і тому нижчий клас і вищий клас повинні співпрацювати в його обороні. І нижчі, і вищі класи повинні приймати свої ролі та виконувати свої відповідні обов'язки. Тут поняття класів не відноситься до класової теорії Карла Маркса.
У середині 30-х pp. майже всі італійці стали членами корпорацій, в яких забезпечувалося класове співробітництво.
У фашистській думці принцип класової співпраці поєднується з сильним ультранаціоналізмом. Стабільність і процвітання нації розглядалися як кінцева мета співпраці між класами.

## Комуністичні погляди
Ідеологічно та принципово комуністи виступають проти класової співпраці, виступаючи за класову боротьбу і взагалі виступаючи за безкласове суспільство.
Враховуючи те, що вчення про класову боротьбу закликає нижчі класи скинути правлячий клас і існуючий соціальний порядок з метою встановлення рівності, вчення про класову співпрацю спонукає їх прийняти нерівність як частину природного стану речей і зберегти соціальний порядок. Крім того, воно стверджує, що держава самостійно "примирює" класові антагонізми в суспільстві і що боротьба, яка породжує комунізм, може бути узгоджена.
Деякі марксисти використовують термін "класове співробітництво" як принизливий термін, що описує організації робочого класу, які не проводять класової боротьби. У цьому сенсі термін повторює конотацію з колабораціонізму.
В той же час, проте, комуністи не обов'язково відкидають всі союзи між класами. Деякі комуністи стверджують, що в країні з великим селянським населенням перехід до комунізму може бути здійснений союзом двох класів, селянства та пролетаріату, об'єднаних проти буржуазного класу. В Конституції СРСР 1977 року заявлено: "Зміцнилися союз робітничого класу, колгоспного селянства і народної інтелігенції, дружба націй і народностей СРСР".
Мао Цзедун у «концепції нової демократії» закликає "селянство, пролетаріат, дрібну буржуазію і національні та патріотичні елементи з буржуазії колективно діяти для побудови соціалістичного суспільства".

## Теорія еліти Дмитра Донцова
В своїй теорії Дмитро Донцов висуває тези, що без провідної касти не існує суспільства, і що відсутність касти «луччих людей» по суті веде до занепаду нації. Таким чином він виділяє дві касти: касту «володарів» і касту «плебеїв» і робить такий висновок: ще до половини XIX століття українство втілювало ідею ієрархічності, кастового укладу суспільства як непорушне правило національного життя. Для підтримки своїх тез Донцов апелює до Шевченка, до Лесі Українки, до М. Міхновського і ін. Поділ на касти Донцов вважає не за соціальним, а за психологічним чинником, що можна означити як ідеологію Третього шляху, котра підкреслює протидію як комунізму, так і капіталізму, а її політики не знаходяться посеред сіро-ліберальних тенденцій і мають претензії до націоналізму. Хоча він і не став членом Організації українських націоналістів, його праці послужили натхненням для так званого інтегрального націоналізму.
Свого часу Всеукраїнська націоналістична організація орденського типу «Тризуб» імені Степана Бандери неодноразово виступала з критикою і несприйняттям так званого соціал-націоналізму.
|                                                                                                 | Так, дійсно, серед претендентів на президентське крісло на цих виборах українських націоналістів немає. І це говорю не тільки я чи мої побратими-тризубівці, але і сам шановний пан Олег. Він завжди наголошує, що є соціал-націоналістом, а його партія, колишня СНПУ, а тепер „Свобода” є соціал-націоналістичним об'єднанням. |
| — Інтерв'ю з Головним командиром ВО „Тризуб” ім. С.Бандери полковником Дмитром Ярошем, 2010 рік | |